# Tone Bianca Dahl
Tone Bianca Dahl, född 4 september 1960 är en norsk dirigent, sångare, musikpedagog, författare, arrangör och tonsättare. 
Hon är dirigent för Schola Cantorum, kammarkören vid Institutt for musikkvitenskap vid Universitetet i Oslo, samt damkören Vocalis, med bas i Østfold.
Tone Bianca Dahl är sedan 1991 lektor vid Norges Musikkhøgskole i körsång och dirigering.

## Verk
- Requiem, för damkör och slagverksinstrument ad lib
- Fri, för manskör

## Diskografi
- O Sanctissima, med Vocalis 2005
- Øyeblick, med Vocalis 2003
- En Mannsshowinistisk Aften, med Den norske Studentersangforening 2001
- Transeamus usque Betlehem, med Den norske Studentersangforening 1999
- DNS i 150!, med Den norske Studentersangforening 1995